# Gislev
Gislev är en tätort i Fåborg-Midtfyns kommun i Region Syddanmark i Danmark. Tätorten har 1 252 invånare (2024). Den ligger på Fyn, cirka 7,5 kilometer sydost om Ringe.